# Wladyslawa Aleksijiwa
Wladyslawa Antoniwna Aleksijiwa (ukrainisch Владислава Антонівна Алексіїва; * 29. Mai 2001 in der Oblast Charkiw) ist eine ukrainische Synchronschwimmerin.

## Erfolge
Wladyslawa Aleksijiwa gewann an der Seite ihrer ebenfalls als Synchronschwimmerin aktiven Zwillingsschwester Maryna Aleksijiwa bei den Weltmeisterschaften 2017 in Budapest ihre ersten internationalen Medaillen. Sie sicherte sich die Silbermedaille mit der Mannschaft in der Kombination und die Bronzemedaille im freien Programm des Mannschaftswettbewerbs. Ein Jahr darauf gelangen ihr bei den Europameisterschaften in Glasgow ebenfalls zwei Medaillengewinne. So sicherte sie sich mit der Mannschaft im technischen Programm die Silbermedaille, während sie in der Kombination mit der ukrainischen Équipe Europameisterin wurde.
Der nächste Titelgewinn folgte bei den Weltmeisterschaften 2019 in Gwangju. Im sogenannten Highlight-Wettbewerb setzten sich die Ukrainerinnen um Aleksijiwa gegen die Mannschaften Italiens und Spaniens durch, womit Aleksijiwa erstmals Weltmeisterin wurde. In der Kombination erreichte sie dagegen ebenso wie im technischen und auch im freien Programm mit der Mannschaft den dritten Platz hinter Russland und China und erhielt Bronze. Bei den auf Mai 2021 verschobenen Europameisterschaften 2020 gewann Aleksijiwa mit der ukrainischen Mannschaft erneut den Highlight-Wettbewerb, wobei mit den zweitplatzierten Belarussinnen und den drittplatzierten Ungarinnen nur zwei weitere Mannschaften in dem erstmals ausgetragenen Wettbewerb teilnahmen. Zwei weitere Goldmedaillen folgten in der Kombination und im freien Programm des Mannschaftswettbewerbs. Nur im technischen Programm musste sich Aleksijiwa mit der ukrainischen Mannschaft den Russinnen geschlagen geben und gewann als Zweite die Silbermedaille. Auch bei den ebenfalls 2021 ausgetragenen Olympischen Spielen 2020 in Tokio gehörte Aleksijiwa zum ukrainischen Aufgebot in der Mannschaftskonkurrenz. Mit 94,2685 Punkten im technischen Teil und 96,0333 Punkten in der Kür erzielten die Ukrainerinnen jeweils das drittbeste Resultat aller startenden Mannschaften und schlossen mit 190,3018 Gesamtpunkten den Wettbewerb schließlich hinter den Olympiasiegerinnen aus Russland mit 196,0979 Punkten und der zweitplatzierten chinesischen Mannschaft mit 193,5310 Punkten auch als Dritte ab. Neben Aleksijiwa gewannen Marta Fjedina, Anastassija Sawtschuk, Alina Schynkarenko, Kateryna Resnik, Ksenija Sydorenko, Jelysaweta Jachno und ihre Schwester Maryna somit eine olympische Bronzemedaille.
Das Jahr 2022 wurde zu Aleksijiwas bislang erfolgreichstem Jahr. Bei den Weltmeisterschaften in Budapest verteidigten die Ukrainerinnen ihren Titel im Highlight-Wettkampf und wurden außerdem auch in der Kombination Weltmeisterinnen. Im freien Programm des Mannschaftswettbewerbs gewann Aleksijiwa mit der Mannschaft darüber hinaus ebenso Silber wie im freien und im technischen Programm des Duetts, das sie mit ihrer Schwester Maryna bestritt. Gleich sechs Titelgewinne gelangen ihr wenige Monate darauf bei den Europameisterschaften 2022 in Rom. So gewann sie mit der Mannschaft die Wettbewerbe im sogenannten Highlight, in der Kombination sowie im freien und im technischen Programm, sowie auch im freien und im technischen Programm des Duetts mit ihrer Schwester Maryna.
Für ihren Medaillenerfolg bei den Olympischen Spielen 2020 erhielten Aleksijiwa und ihre Mannschaftskameradinnen im August 2021 den Orden der Fürstin Olga der 3. Klasse.